# Castelo de Septfontaines

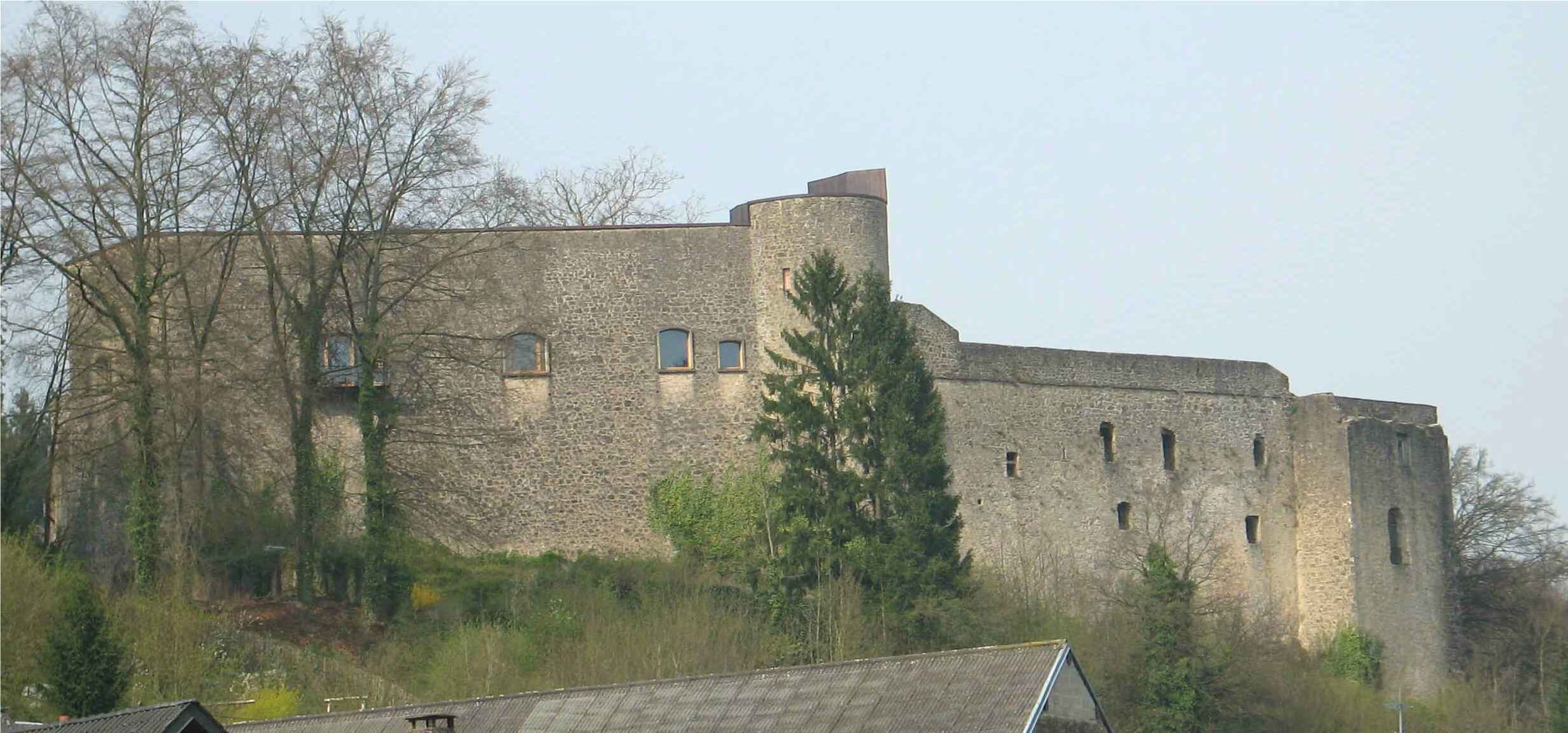
Castelo Septfontaines

Castelo de Septfontaines (em francês:  Château de Septfontaines, em luxemburguês:  Buerg vu Simmer), no centro de Luxemburgo, é um dos castelos pertencentes do Vale dos Sete Castelos. Localizado bem acima da vila de Septfontaines, o castelo medieval agora é propriedade privada.
Não está claro quando o primeiro castelo foi construído em Septfontaines. Em 1192, há uma referência a alguém com o nome de Tider que era o Senhor de Septfontaines. Em 1233, Jean de Septfontaines colocou a propriedade sob a protecção da condessa Ermesinde de Luxemburgo . No início do século XIV, Thomas de Septfontaines, amigo e companheiro do imperador Henrique VII, era o senhor do castelo. Em 1600, Christoph von Criechingen construiu uma enorme torre renascentista na entrada norte. Em 1779, um incêndio destruiu o castelo que se foi degradando em ruínas. Em 1919, o castelo foi parcialmente demolido, mas em 1920 os proprietários tentaram realizar trabalhos de restauração, mas não prestaram muita atenção aos requisitos arquitectónicos históricos.